# Bilge Su Koyun
Bilge Su Koyun (* 3. Juli 1999 in Bahçelievler) ist eine türkisch-aserbaidschanische Fußballspielerin.

## Karriere

### Verein
Koyun spielte am 30. Mai 2014 bei Beşiktaş Istanbul. Sie begann in der dritten Liga der türkischen Frauen 2014–15 zu spielen. Ihr Team stieg am Ende dieser Saison in die Zweite Liga der Türkischen Frauen auf. Ihr Team beendete die Saison als Siegerin und ihre Mannschaft stieg in die Erste Liga der Türkischen Frauen auf. In der Saison 2018 wechselte sie zu Fatih Vatan S.K.

### Nationalmannschaft
Koyun wurde 2015 in die türkischen U17-Frauennationalmannschaft berufen und debütierte am 20. Oktober 2015 in der 2016 UEFA-U17-Frauenmeisterschaft Qualifikation ein Spiel gegen Irland. Von 2016 bis 2017 spielte Koyun für die Türkei U-19. Seit 2021 spielt sie für die Aserbaidschanische Fußballnationalmannschaft der Frauen. Bisher absolvierte sie 6 Länderspiele.